# Freier Deutscher Gewerkschaftsbund

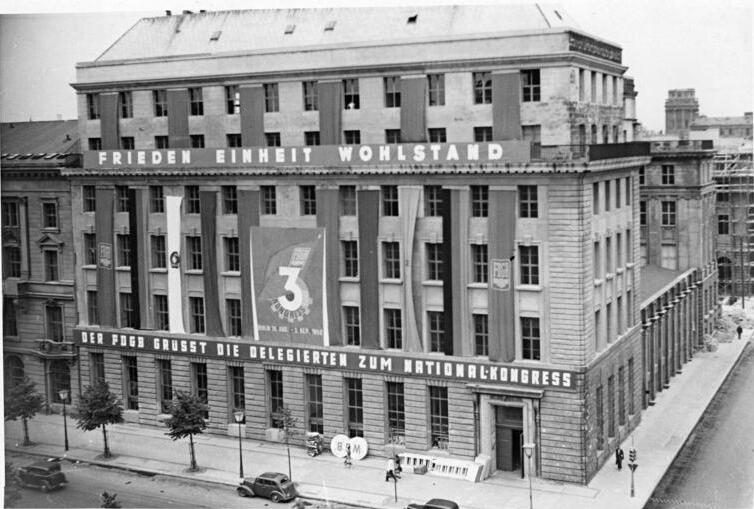
Haus des FDGB 1950, Unter den Linden 13/15, heute Deutsche Guggenheim

Der Freie Deutsche Gewerkschaftsbund (FDGB) war Dachverband der etwa 15 Einzelgewerkschaften auf dem Gebiet der sowjetischen Besatzungszone (SBZ) von 1945 bis 1949 und danach bis 1990 in der Deutschen Demokratischen Republik (DDR).
Der FDGB war ab 1. Januar 1949 Mitglied des Weltgewerkschaftsbunds. 1986 waren die größten Einzelgewerkschaften die IG Metall (1,8 Millionen Mitglieder), die Gewerkschaft Handel, Nahrung und Genuss (1,1 Millionen), die IG Bau-Holz (950.000) und die Gewerkschaft der Mitarbeiter der Staatsorgane und Kommunalwirtschaft (840.000). Zentralorgan des FDGB war die Tageszeitung Tribüne.
Der Gewerkschaftsapparat war Bestandteil und Instrument des politisch-ideologischen Machtgefüges der SED und wie alle anderen Massenorganisationen der DDR zentralistisch und hierarchisch organisiert. Die kleinste Einheit war die Gewerkschaftsgruppe, dem die Mitarbeiter, staatlichen Leiter und Parteifunktionäre eines Arbeitsbereichs angehörten. Aus diesem Kollektiv wurden die Vertrauensleute – ideologisch verlässliche Kollegen – als unterste FDGB-Funktionäre nominiert und in offener Abstimmung gewählt.

## Geschichte

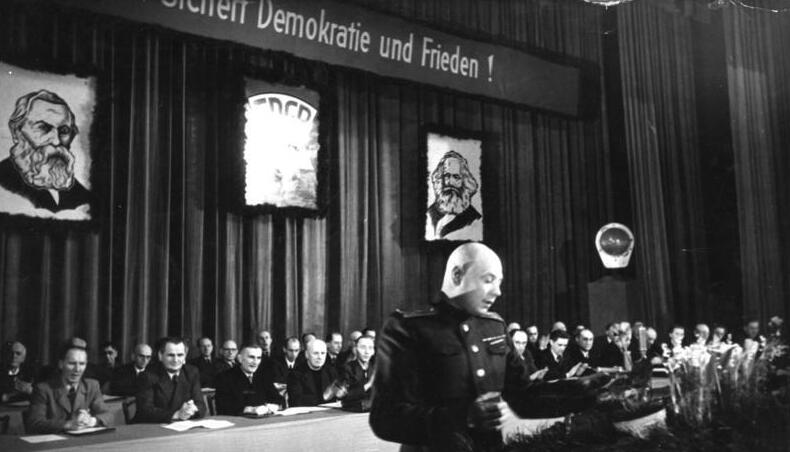
Erster FDGB-Kongress 1946, Redner: Oberst Tjulpanow

### Gründung

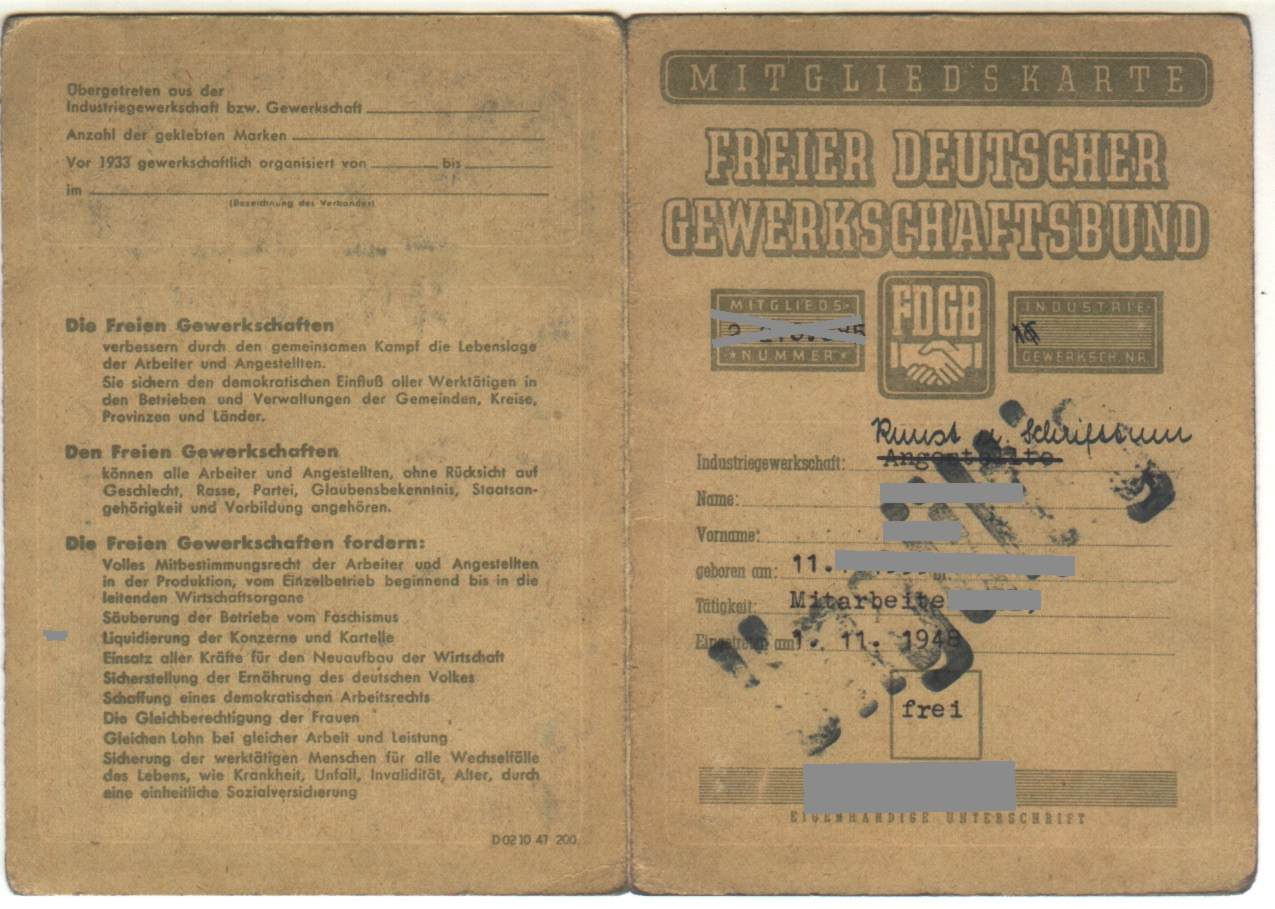
Außenseiten einer FDGB-Mitgliedskarte von 1948

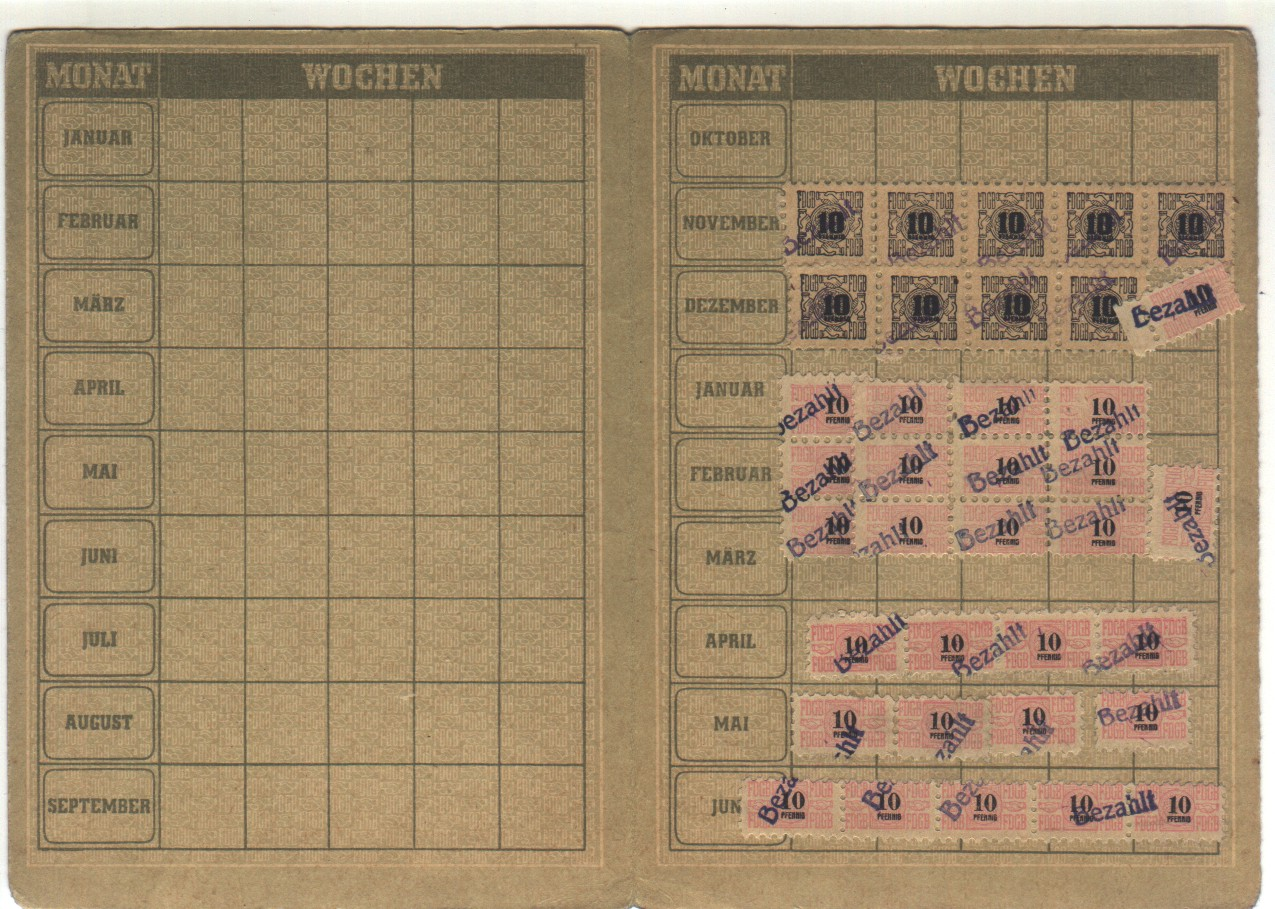
Innenseiten einer FDGB-Mitgliedskarte von 1948

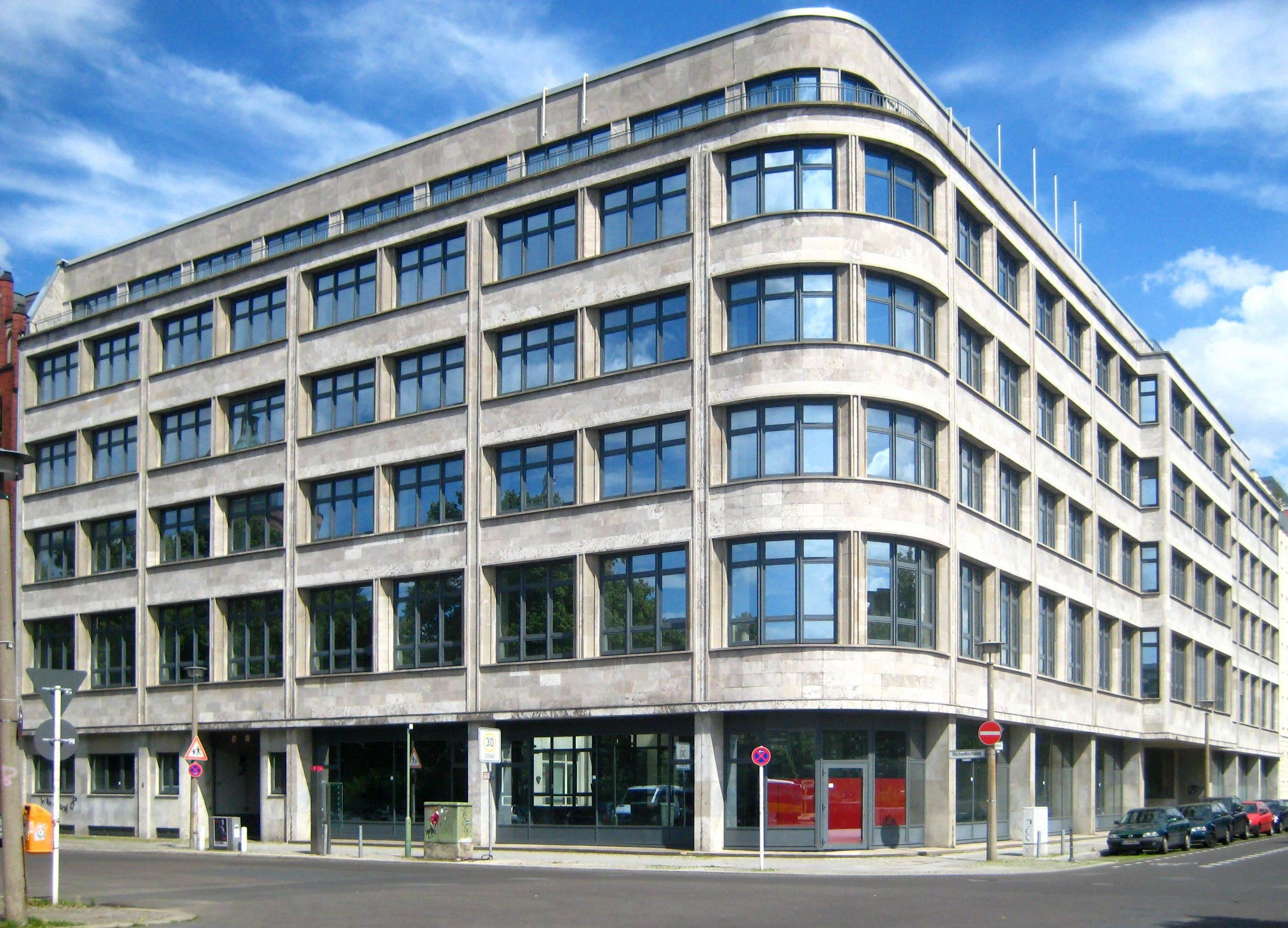
Sitz des FDGB-Bundesvorstands bis 1988, Fritz-Heckert-Straße 70

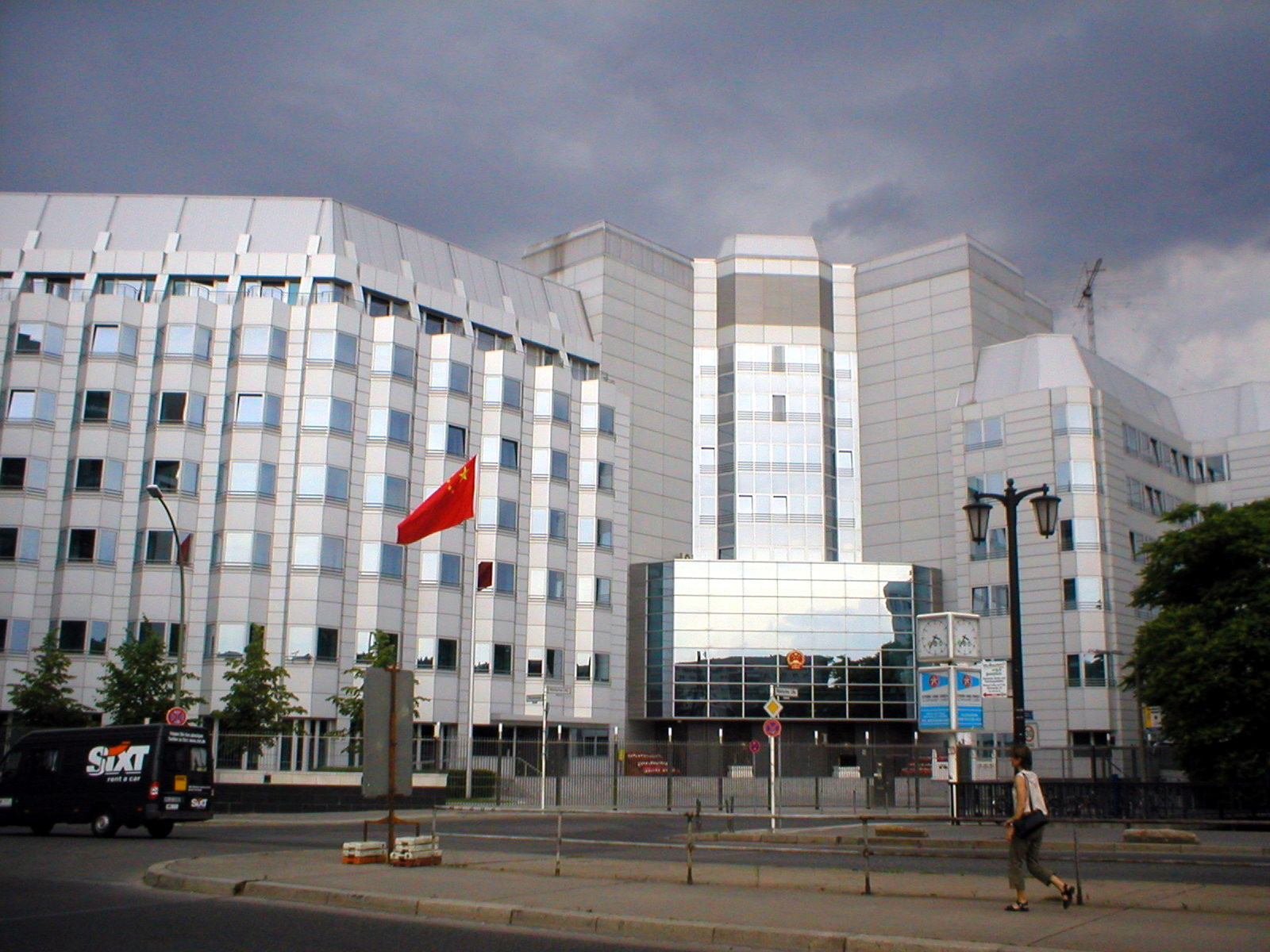
Sitz des FDGB-Bundesvorstands ab 1988 (heute Chinesische Botschaft in Berlin), Märkisches Ufer 54

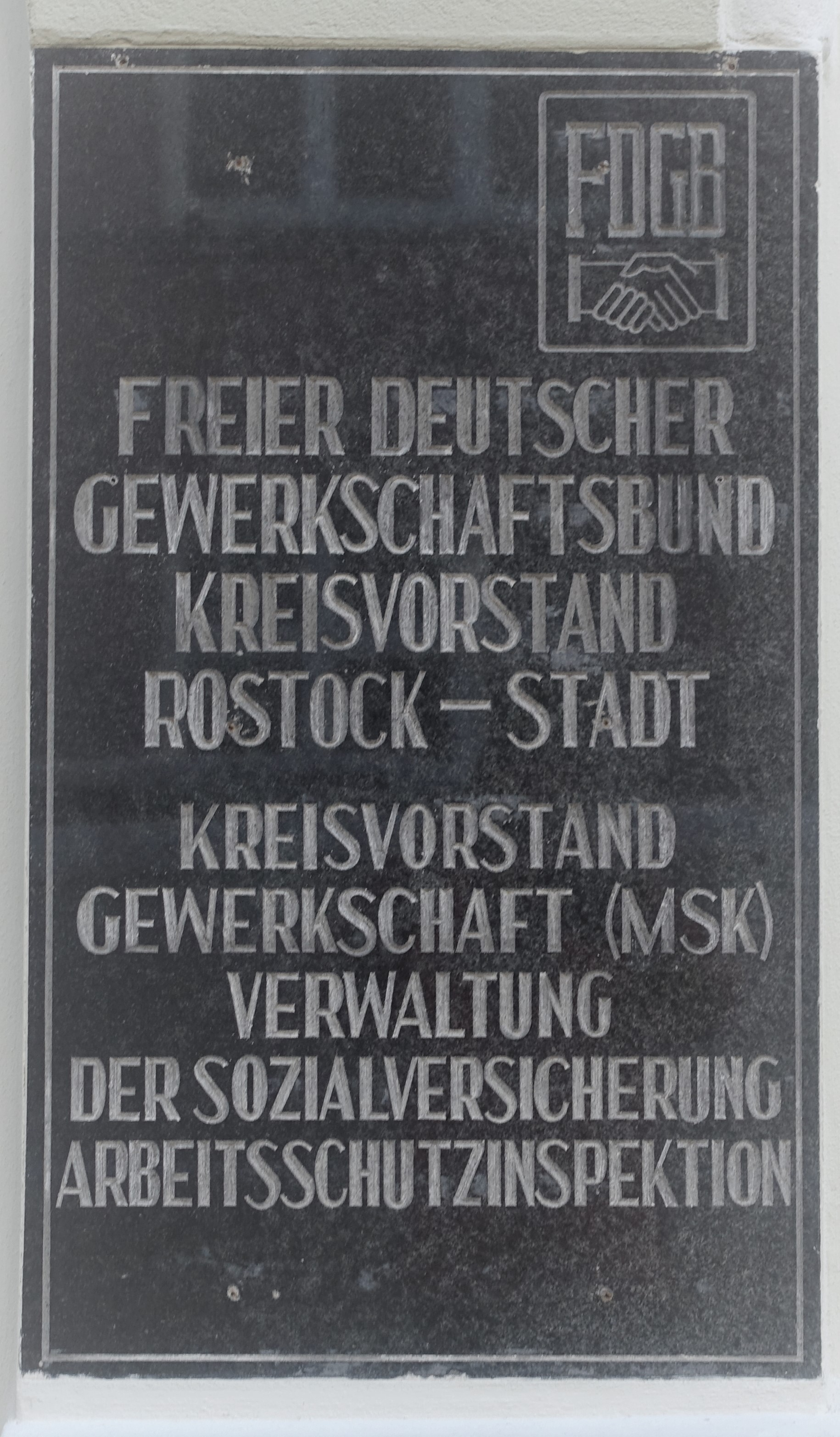
FDGB-Schild am früheren Gewerkschaftshaus in der Feldstraße in Rostock (2022)

Der FDGB wurde bereits am 18. März 1945 in Aachen gegründet, also mehrere Wochen vor Ende des Zweiten Weltkriegs. Den Vorsitz übernahm Mathias Wilms, dem als weitere Vorstandsmitglieder Anna Braun-Sittarz, Toni Valder, Nikolaus Kreitz und Peter Spiegelmacher angehörten. Drei Monate später hatte die neue Gewerkschaft rund 1300 Mitglieder und fünf Ortsverbände in der Region.
Da die westlichen Alliierten allerdings nur Industrieverbände und nicht die Organisation einer Einheitsgewerkschaft zuließen, konnte sich der FDGB in den westlichen Besatzungszonen nicht etablieren. Die Bildung von freien Gewerkschaften auf dem Gebiet der sowjetischen Besatzungszone (SBZ) wurde am 10. Juni 1945 durch Befehl Nr. 2 der sowjetischen Militäradministration in Deutschland (SMAD) zugelassen. Schon am 2. Juni waren Vertreter der Gewerkschaftsbewegung mit der Bildung einer Einheitsgewerkschaft beauftragt worden. Am 13. Juni konstituierte sich auf Initiative der Gruppe Ulbricht der Vorbereitende Gewerkschaftsausschuss für Groß-Berlin (V.G.f.G.-B), der eine maßgebliche Rolle zunächst beim Aufbau des FDGB Groß-Berlin (der wegen des Viermächte-Status Berlins eine eigenständige Organisation bildete) und dann des FDGB und seiner Bezirksverbände spielte.
Im August 1945 hielt Ulbricht eine richtungweisende Rede, in der er die Forderung nach parteipolitischer Neutralität einer Einheitsgewerkschaft ausdrücklich ablehnte, in dem er diese als „Ausdruck der Furcht gewisser Kreise vor der einigenden Kraft der Arbeiterklasse“ charakterisierte. Bei den Groß-Berliner Delegiertenwahlen Ende 1945 errang die KPD 312 Mandate, die SPD 226 und die CDU 3 – 17 waren parteilos. Die Gewerkschaftsvertreter rückten schnell in wichtige Positionen in lokalen, regionalen und zentralen Verwaltungen ein und nahmen in der umgeformten Industrie- und Handelskammer ein Drittel der Sitze ein. Die Vereinigung der landesweit nach dem Krieg entstandenen Gewerkschaften erreichte ihren Abschluss auf dem ersten FDGB-Kongress, der vom 9. bis 11. Februar 1946 stattfand.
Mit Widerständen war die betriebliche Absicherung des FDGB verbunden. Im August 1945 scheiterten die Bemühung der SMAD, die Betriebsräte den Gewerkschaften strikt unterzuordnen, so die faktisch weitreichenden ökonomischen und politischen Mitbestimmungsrechte einzuschränken und eine zentrale Kontrolle über spontane Basisaktivitäten im betrieblichen Bereich zu erlangen. Dies gelang erst in einer außen- und innenpolitisch veränderten Konstellation 1947/48, durch die Schaffung der von der SED kontrollierten Betriebsgewerkschaftsleitung des FDGB. Die letzte Betriebsratswahl in der SBZ gab es 1947. Auf der Bitterfelder Konferenz im Herbst 1948 wurden die Betriebsräte de facto aufgelöst und in die Betriebsgewerkschaftsleitung überführt. Im selben Jahr spaltete sich die Unabhängige Gewerkschaftsopposition (UGO), die bis dahin stärkste Opposition innerhalb des FDGB, von der Einheitsgewerkschaft ab. Die UGO war als eigenständige Berufsorganisation mit Rücksicht auf den Westen zugelassen worden.
Von 1946 bis 1948 gab es insgesamt 9 vom Weltgewerkschaftsbund initiierte gesamtdeutsche Interzonen-Konferenzen, auf den in zentralen Fragen zunächst weitgehend Übereinstimmung herrschte. Es wurden gemeinsame Resolutionen u. a. zu den Themen Entnazifizierung, Mitbestimmung, Planwirtschaft und Bodenreform verabschiedet. Ab August 1948 gab es jedoch aufgrund politischer Entwicklungen, wie Kalter Krieg, aber auch wegen grundsätzlicher Meinungsunterschiede keine Fortsetzung der Interzonenkonferenzen.
Die ersten Mitglieder erhielten Mitgliedskarten zum Kleben der wöchentlichen Beitragsmarken. Diese Klappkarten waren nur für 18 Monate – also 96 Wochen – gedacht. Danach wurde die nächste Mitgliedskarte ausgehändigt. Auf der Rückseite dieser Klappkarten wurde die Mitgliedschaft in einer gewerkschaftlichen Organisation vor 1933 eingetragen, wodurch eine Anrechnung dieser Zeiten gewährleistet wurde. Von Anfang an war es das Ziel des FDGB, Mitbestimmungsrechte in den Betrieben und Verwaltungen zu erlangen. Dadurch sollte die Interessensvertretung für seine Mitglieder gewährleistet werden.

### Nach der friedlichen Revolution in der DDR
Der letzte Vorsitzende des FDGB Harry Tisch wurde im November 1989 seines Amtes enthoben und aus dem FDGB ausgeschlossen.
Im März 1990 wurde der FDGB für die Volkskammerwahl 1990 registriert, aber von der Wahlkommission nicht zugelassen.
Zum 30. September 1990 – kurz vor der Wiedervereinigung – löste sich der FDGB auf. Dies war auf einem Parteitag am 14. September beschlossen worden. Die Einzelgewerkschaften des FDGB schlossen sich ihren westdeutschen Pendants im DGB bis 1991 an.
Das Vermögen des FDGB unterlag nach der Wende und friedlichen Revolution der Kontrolle der Treuhandanstalt und  der UKPV (Unabhängige Kommission zur Überprüfung des Vermögens der Parteien und Massenorganisationen der DDR).

## Offizielles Gewerkschaftsverständnis
Die Verfassung der DDR in der Fassung von 1974 enthielt im Abschnitt II. Bürger und Gemeinschaften in der sozialistischen Gesellschaft ein eigenes Kapitel Die Gewerkschaften und ihre Rechte (Artikel 44 und 45).

„Artikel 44

1 Die freien Gewerkschaften, vereinigt im Freien Deutschen Gewerkschaftsbund, sind die umfassende Klassenorganisation der Arbeiterklasse. Sie nehmen die Interessen der Arbeiter, Angestellten und Angehörigen der Intelligenz durch umfassende Mitbestimmung in Staat, Wirtschaft und Gesellschaft wahr.

2 Die Gewerkschaften sind unabhängig. Niemand darf sie in ihrer Tätigkeit einschränken oder behindern.

3 Die Gewerkschaften nehmen durch die Tätigkeit ihrer Organisationen und Organe, durch ihre Vertreter in den gewählten staatlichen Machtorganen und durch ihre Vorschläge an die staatlichen und wirtschaftlichen Organe maßgeblich teil

an der Gestaltung der sozialistischen Gesellschaft,

an der Leitung und Planung der Volkswirtschaft,

an der Verwirklichung der wissenschaftlich-technischen Revolution,

an der Entwicklung der Arbeits- und Lebensbedingungen, des Gesundheits- und Arbeitsschutzes, der Arbeitskultur, des kulturellen und sportlichen Lebens der Werktätigen.

Die Gewerkschaften arbeiten in den Betrieben und Institutionen an der Ausarbeitung der Pläne mit. Sie leiten die Ständigen Produktionsberatungen.“

Die Gewerkschaften des FDGB ihrerseits:

„anerkennen die führende Rolle der Sozialistischen Einheitspartei Deutschlands, des marxistisch-leninistischen Vortrupps der deutschen Arbeiterklasse. Sie stehen fest zur SED und ihrem Zentralkomitee und schließen als treue Helfer die Arbeiter, Angestellten und Angehörigen der Intelligenz eng um die Partei zusammen.“

Die Aufgaben der Gewerkschaften werden in der FDGB-Satzung folgendermaßen definiert:

„Die Gewerkschaften vertreten die materiellen, sozialen und kulturellen Interessen der Arbeiter, Angestellten und der Angehörigen der Intelligenz. Im Interesse der Arbeiterklasse tun sie das vor allem dadurch, daß sie in Ausübung ihrer großen Verantwortung für die materielle Produktion für die Entwicklung des sozialistischen Bewußtseins aller Gewerkschaftsmitglieder sorgen, die Mitglieder für die bewußte Teilnahme am Kampf um die ständige Steigerung der Arbeitsproduktivität auf der Basis der fortgeschrittensten Wissenschaft und Technik gewinnen und die ganze Arbeiterklasse und die Intelligenz zur Erfüllung der Volkswirtschaftspläne mobilisieren mit dem Ziel der immer besseren Befriedigung der materiellen und kulturellen Bedürfnisse der Werktätigen und der allseitigen Entwicklung des Menschen der sozialistischen Gesellschaft. Zugleich verwirklichen die Gewerkschaften die Sorge um den Menschen, indem sie sich ständig um die Verbesserung der Arbeits- und Lebensbedingungen der Arbeiter, Angestellten und Angehörigen der Intelligenz kümmern und dafür eintreten, daß ihre Rechte gewahrt und ihre vielfältigen Bedürfnisse immer besser befriedigt werden.“

## Liste der Mitgliedsgewerkschaften
- Industriegewerkschaft Bau-Holz entstanden 1950 aus
  - Industriegewerkschaft Bau und
  - Industriegewerkschaft Holz
- Industriegewerkschaft Bergbau-Energie
  - Industriegewerkschaft Metallurgie war zwischen 1951 und 1958 ausgelagert
- Industriegewerkschaft Wismut (entstand 1950 aus der Industriegewerkschaft Bergbau-Energie; Eigenständige Mitgliedsgewerkschaften; siehe hierzu Wismut)
- Industriegewerkschaft Chemie, Glas und Keramik
- Industriegewerkschaft Druck und Papier
- Gewerkschaft Gesundheitswesen
- Gewerkschaft Handel, Nahrung und Genuss
- Gewerkschaft Kunst
- Gewerkschaft Land, Nahrungsgüter und Forst
- Industriegewerkschaft Metall
- Gewerkschaft der Mitarbeiter der Staatsorgane und der Kommunalwirtschaft
- Industriegewerkschaft Textil-Bekleidung-Leder entstanden 1950 aus
  - Industriegewerkschaft Textil und
  - Industriegewerkschaft Bekleidung und
  - Industriegewerkschaft Leder
- Industriegewerkschaft Transport und Nachrichtenwesen 1963 entstanden aus
  - Industriegewerkschaft Eisenbahn und
  - Industriegewerkschaft Energie-Post-Transport 1958 entstanden aus
    - Industriegewerkschaft Energie und
    - Industriegewerkschaft Post und Fernmeldewesen und
    - Industriegewerkschaft Transport
- Gewerkschaft Unterricht und Erziehung
- Gewerkschaft Wissenschaft
- Gewerkschaft der Zivilbeschäftigten der NVA

## Organe und Funktionäre
Die höheren Funktionäre, Abteilungsgewerkschaftsleiter (AGL) bis zum Leiter der Zentralen Betriebsgewerkschaftsleitung (BGL) in Kombinaten waren in der Regel linientreue Mitglieder der SED, in Einzelfällen auch von Blockparteien und meist hauptamtlich tätig. Vorsitzender des FDGB-Präsidiums war nach dem Tod von Herbert Warnke 1975 bis zur politischen Wende 1989 Harry Tisch, zugleich Mitglied des SED-Politbüros. Stellvertretende Vorsitzende des Bundesvorstandes war von 1976 bis 1989 Johanna Töpfer, zugleich Mitglied des ZK der SED.
Danach wurde die Berliner FDGB-Bezirkschefin Annelis Kimmel Vorsitzende des Bundespräsidiums. Am 1. Februar 1990 wurde Helga Mausch (NDPD) als Vorsitzende des Geschäftsführenden Vorstandes des FDGB gewählt. Sie wurde bereits im Mai 1990 durch die Einsetzung eines Sprecherrates entmachtet.
Oberstes Organ war der FDGB-Kongress, der letzte reguläre war der XI. Kongress im April 1987. Sitz des Bundesvorstandes war das Taut-Haus. Ende der 1980er Jahre erfolgte der Umzug in einen Neubau an der Jannowitzbrücke in Berlin-Mitte (jetzt als Chinesische Botschaft genutzt).
Der FDGB hatte eine eigene Hochschule, die Gewerkschaftshochschule „Fritz Heckert“ in Bernau bei Berlin. Deren Rektor war von 1949 bis zu seinem Tod 1960 Hermann Duncker.

## Aufgaben
Zu den Aufgaben des FDGB gehörte neben der ideologischen Tätigkeit in den Betrieben auch die Kantinenversorgung und die Vergabe von Ferienplätzen sowie Krankenbesuche, Verleihung von Auszeichnungen und Prämien, Geschenken zu besonderen Jubiläen usw. bis zur Vergabe von Kuren. Der FDGB betrieb auch Gewerkschaftsbibliotheken, meist in Klubhäusern.
Im Rahmen der Kulturpolitik der DDR gehörte zu den Aufgaben auch die Kunstförderung. Dazu wurden zentral, aber vor allem in den volkseigenen Betrieben, der Deutschen    Post und der Deutschen Reichsbahn u. a. Aufträge an bildende Künstler erteilt. Die Förderung der Kunst und Kultur wurde in den Klubhäusern der Betriebe gelebt. Kunsttalentierte Werktätige wurden in künstlerischen Sparten in den Stadt-, Kreis-, Bezirkskabinetten für Kulturarbeit geschult. Sie wurden hierfür bezahlt von der Arbeit für entsprechende Lehrgänge, oft 14-tägig, freigestellt. Eine hervorragende Förderung von Laienkünstlern wurde mit dem Bezirkskulturakademien geschaffen. Ziel war es Leiter für Zirkelarbeit in den Betrieben auszubilden. Für den vom Staatlichen Kunsthandel veranstalteten Wettbewerb „100 ausgewählte Grafiken“ vergab der FDGB einen Förderpreis.
Der FDGB vergab einen Literaturpreis und ab 1960 als nichtstaatliche Auszeichnung im Zusammenhang mit den Arbeiterfestspielen den Kunstpreis des FDGB.

### Hauptaufgaben
Hauptaufgabe der Gewerkschaft war es, die Planerfüllung zu gewährleisten. Die FDGB-Gewerkschaften waren keine Arbeitnehmervertretung gegenüber der Betriebsleitung, da ein Gegensatz zwischen Betriebsleitung und Belegschaft in der DDR offiziell nicht existierte.
Der FDGB war darüber hinaus für Arbeiter und Angestellte auch für die Sozialversicherung in der DDR zuständig. Des Weiteren betrieb er mit der Fakulta eine fakultative Rechtsschutz- und Haftpflichtunterstützungseinrichtung für im öffentlichen Verkehr beschäftigte Mitglieder.

### Feriendienst
Der FDGB-eigene Feriendienst war der größte Anbieter von Urlaubsreisen im Tourismus in der DDR und unterhielt zahlreiche eigene FDGB-Ferienheime und Feriensiedlungen wie die 1962 eröffnete FDGB-Urlaubersiedlung Klink an der Müritz. Der FDGB unterhielt auch Urlauberschiffe wie die Fritz Heckert, Völkerfreundschaft und ab 1985 die moderne Arkona (vormalige Astor). FDGB-Urlauber konnten zeitweise auch in Interhotels wie dem Hotel Neptun am Strand von Warnemünde wohnen.

## Mitgliedschaft
Offiziell war die Mitgliedschaft im FDGB freiwillig, inoffiziell war eine berufliche Karriere als Nichtmitglied aber nur schwer möglich. Die Beitrittsgebühr betrug eine Mark der DDR. Die Mitgliedsbeiträge richteten sich nach dem Bruttolohn bzw. Bruttogehalt und wurden anfangs wöchentlich, später monatlich gezahlt. Herangezogen wurden auch Grundstipendien bei Studenten, Renten, Zusatzrenten und Pensionen und Lohnausgleich im Krankheitsfall. Die verschiedenen Beitragsklassen wurden in der jährlich angepassten Beitragsordnung festgelegt.
1986 waren 98 % aller Arbeiter und Angestellten im FDGB organisiert und er hatte insgesamt 9,6 Millionen Mitglieder. Der FDGB war damit die größte „gesellschaftliche Organisation“ der DDR und hatte nach der SED mit 61 Abgeordneten die zweitstärkste Fraktion im DDR-Parlament Volkskammer. Er war damit nominell einer der größten Gewerkschaftsverbände der Welt. FDGB-Mitglieder konnten verschiedene Vergünstigungen, wie Fahrpreisermäßigungen bei der Deutschen Reichsbahn anlässlich von Fahrten zu FDGB-Urlaubszielen und Ähnliches in Anspruch nehmen. Bis in die 1950er Jahre wurde Sterbegeld gezahlt, dessen Höhe von den gezahlten Beiträgen abhing. Unabhängig von der Dauer einer Mitgliedschaft wurde ein Unfallsterbegeld gezahlt. Zugeordnet war auch eine Kasse der gegenseitigen Hilfe. Hier wurden von Fall zu Fall einmalige finanzielle Beihilfen oder zinslose Darlehen gezahlt, wenn Härtefälle auftraten.

## Mitgliedsbuch (Stand 1980)
Das Mitgliedsbuch enthielt auf Seite 3 die persönlichen Daten des Mitglieds, Name, Geburtsdatum. Seite 4 begann mit Ununterbrochene Mitgliedschaft in einer anerkannten Gewerkschaftsorganisation vor 1933; gefolgt vom Absatz Mitglied im FDGB. Seite 5, 6 und 7 sahen Eintragungen für Gewerkschaftliche Funktionen vor. Seite 8 war für Eintragungen über Mitgliedschaften in Teilgewerkschaften oder ruhende Mitgliedschaft. Auf Seite 9 wurden die bisher gezahlten Beiträge seit 1949 aufgeführt, mit einer Spalte für jährliche Fortschreibungen. Seite 10 bis 29 sahen den Platz für die monatlichen Beitragsklebemarken vor – daneben jeweils, deutlich größer, blieb Raum für Solidaritätsmarken, die den geleisteten Betrag auswiesen. Auf dem Fuß der Seite war Platz für die Stempelung und Abzeichnung der Buchkontrolle. Seiten 30 bis 40 waren dann noch einmal vorgesehen für Sonder- und Solidaritätsmarken.
Jährlich wurden regelmäßig Sondermarken mit geleistetem Geldbetrag zum 1. Mai vorgesehen. Seite 36 ließ Raum für Gewerkschaftliche Auszeichnungen und Ehrungen, Seiten 37 bis 39 Angaben über den Besuch von Gewerkschaftsschulen. Auf Seite 40 wurde die Teilnahme an Gewerkschaftswahlen in der Grundorganisation dokumentiert, auf Seite 41 die Teilnahme an Delegiertenkonferenzen der Vorstände des FDGB und der IG/Gew. Seite 42 und 43 war für den Ausweis von Gewerkschaftlichen Leistungen – Krankengeldunterstützung vorgesehen. Seite 44 und 45 Gewerkschaftliche Leistungen, z. B.: Ferien-, Kur-, sonstige soziale Zuschüsse, Geburtenhilfe Ehrengaben für langjährige Mitgliedschaft. Aufgeführt wurden z. B. die Reisetermine und der Urlaubsort. Seite 46 sah den Ausweis Regelmäßiger Unterstützungen vor. Auf Seite 47 bis 48 wurden mit Stempel der Deutschen Reichsbahn Fahrpreisermäßigung f. Ferienreisen  ausgewiesen. Als Fußnote dazu
Bei Fahrkartenkontrollen das Mitgliedsbuch vorzeigen.

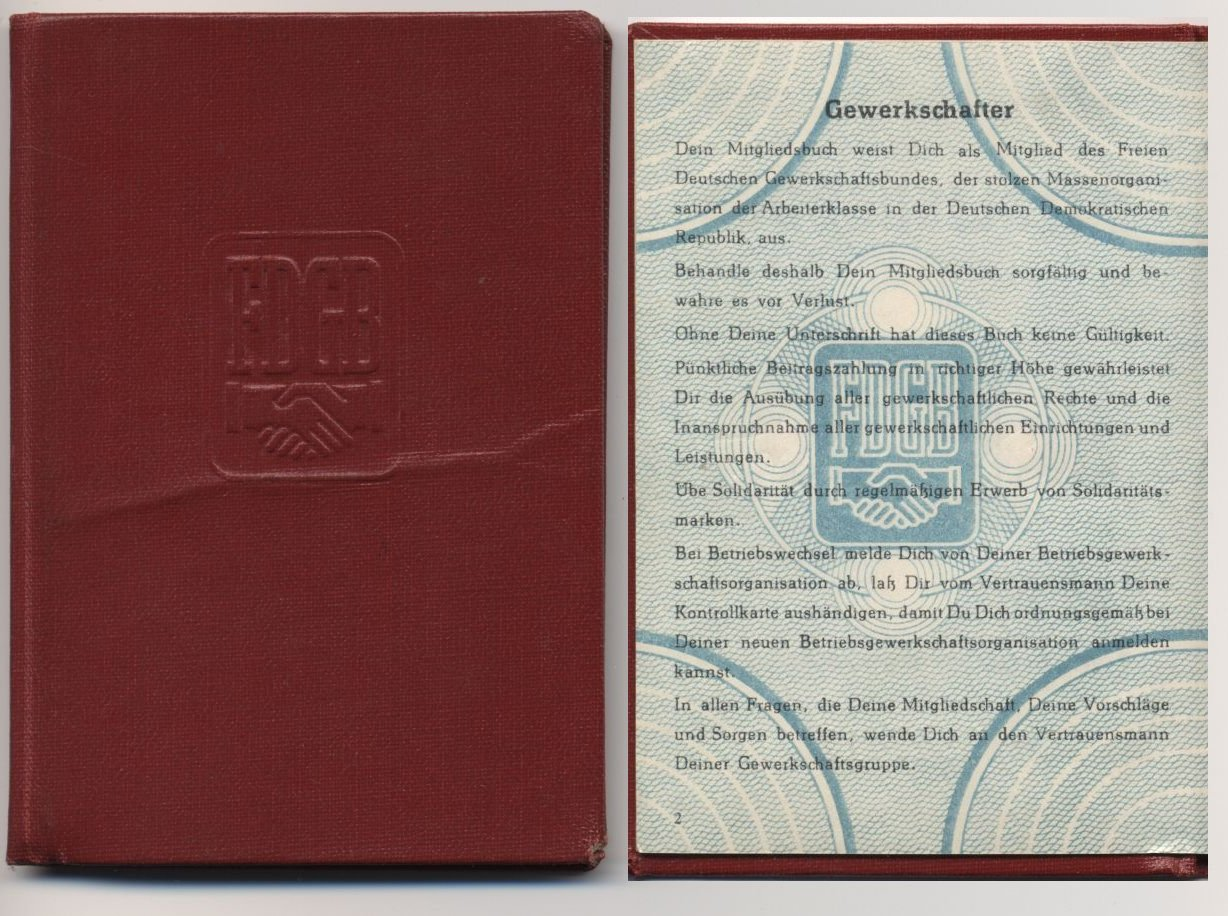
Mitgliedsbuch des FDGB.
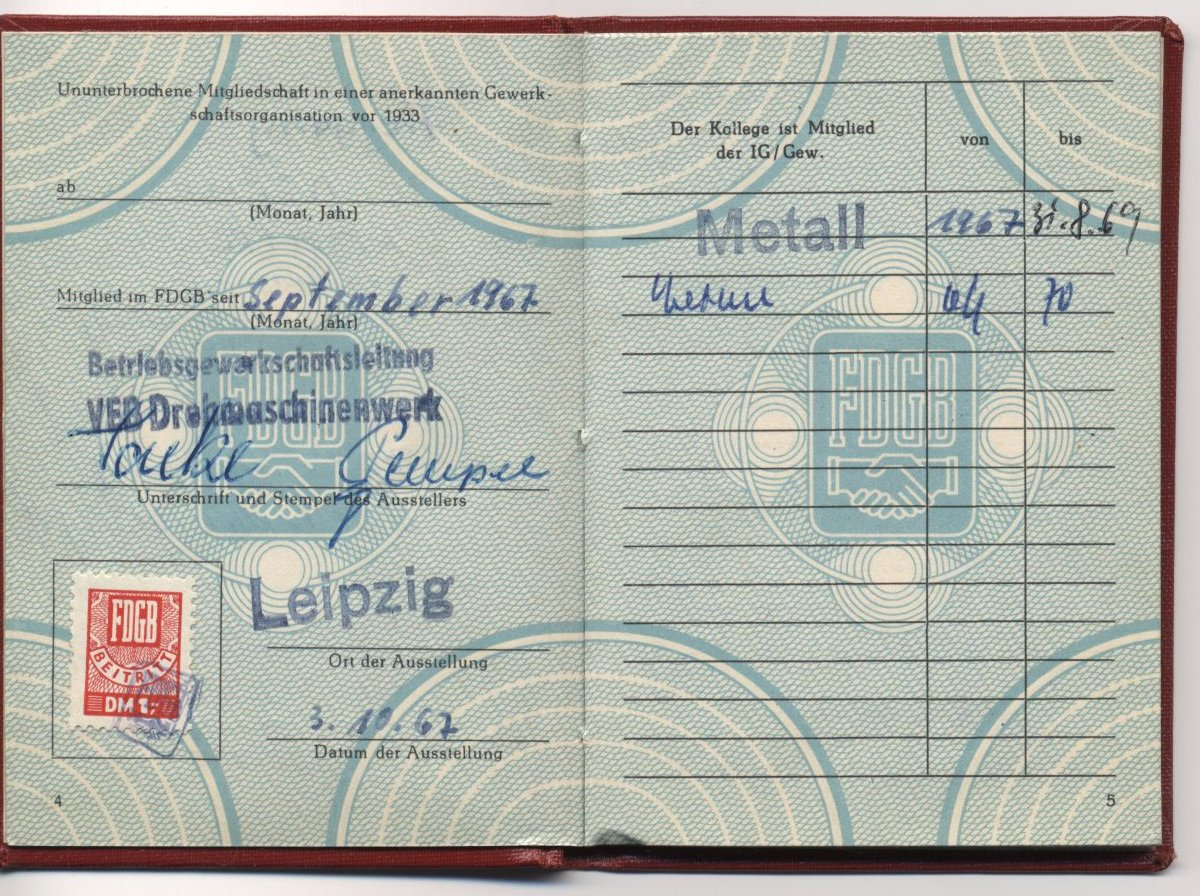
Daten zur Ausstellung des Mitgliedsbuches.
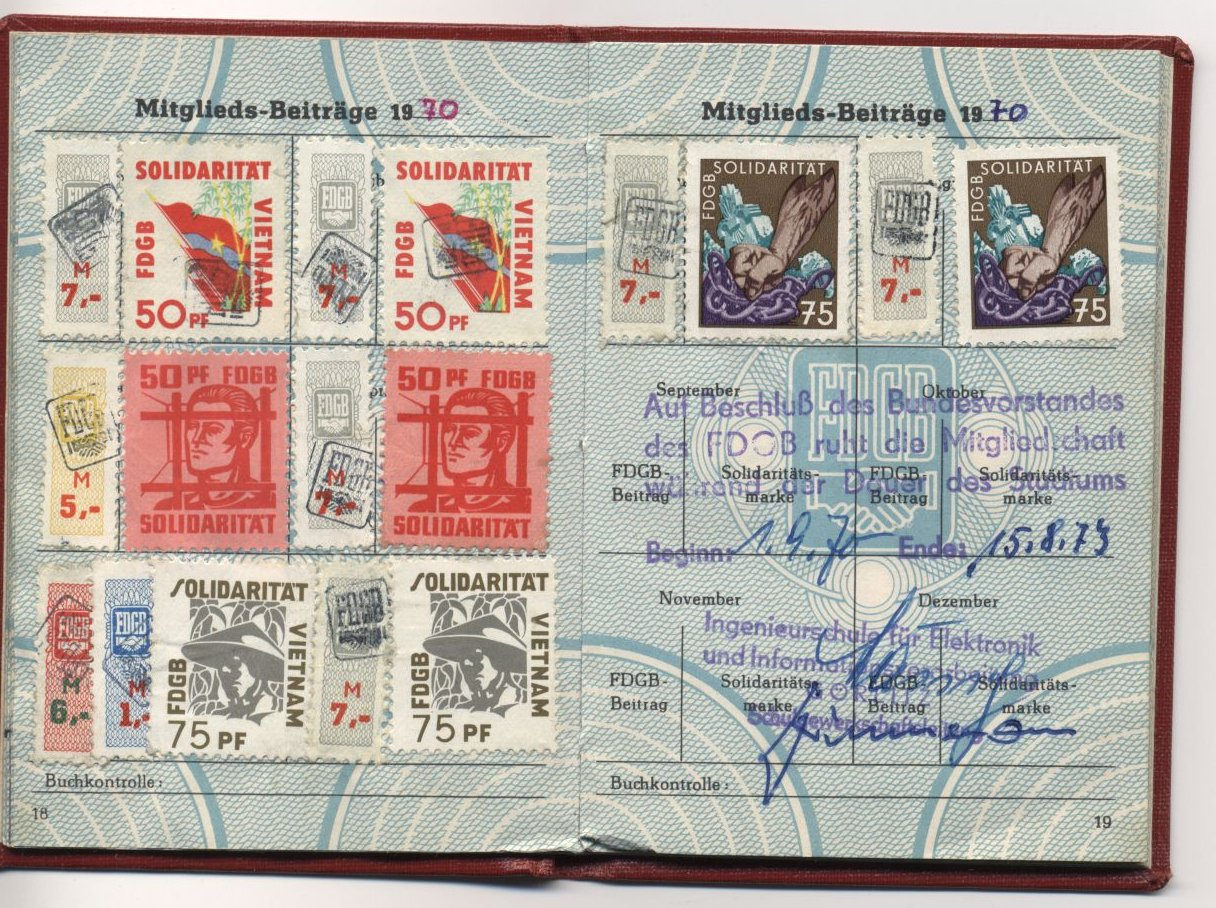
Beitragsmarken des FDGB.
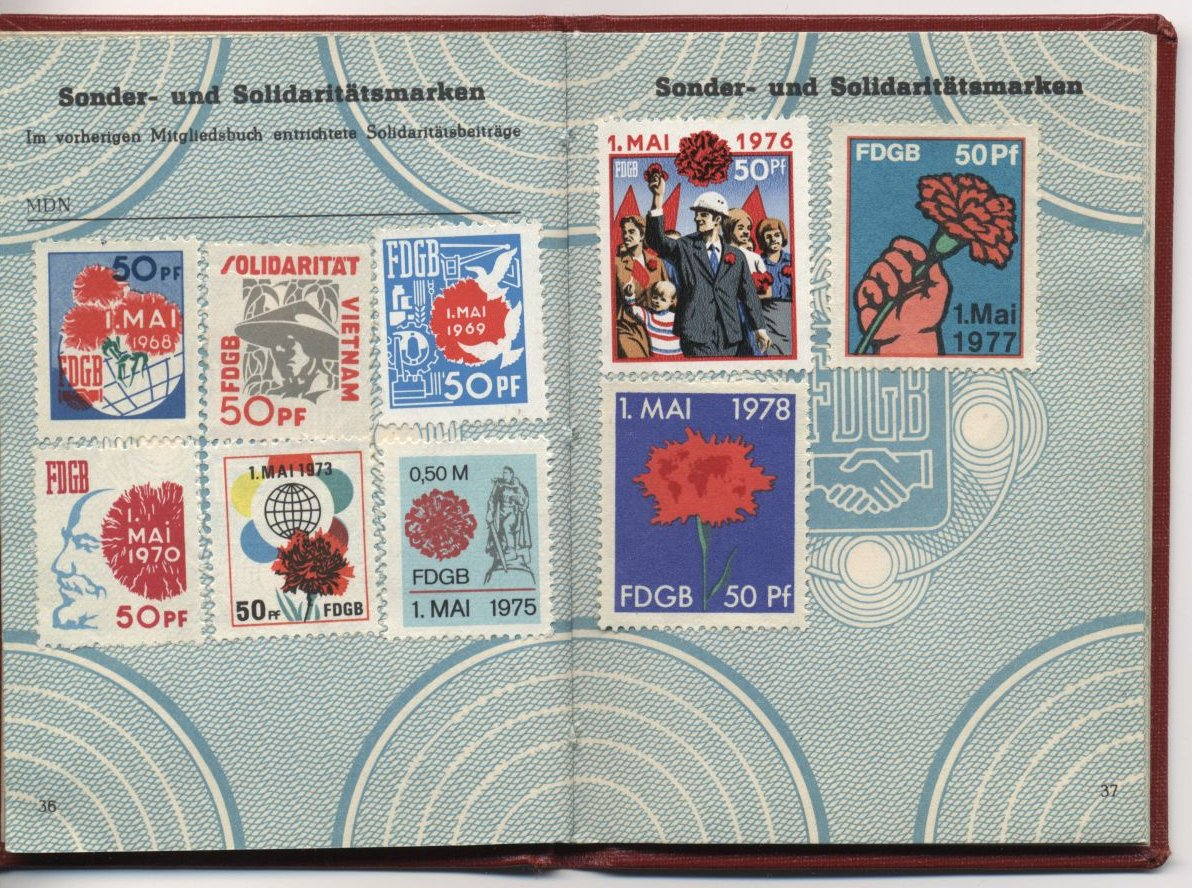
Sonder- und Solidaritätsmarken.

## FDGB-Kongresse
1. Kongress 9.–11. Februar 1946 (Gründungs-Kongress)
2. Kongress 17.–19. April 1947
3. Kongress 30. August – 3. September 1950
4. Kongress 15.–20. Juni 1955
5. Kongress 26.–31. Oktober 1959
6. Kongress 19.–23. November 1963
7. Kongress 6.–10. Mai 1968
8. Kongress 26.–30. Juni 1972
9. Kongress 16.–19. Mai 1977
10. Kongress 21.–24. April 1982
11. Kongress 22.–25. April 1987
12. Kongress (Außerordentlicher Kongress des FDGB) 31. Januar – 1. Februar 1990
13. Kongress 14. September 1990 beschließt die Auflösung des FDGB